# Пино, Франсуа
Франсуа́ Пино́ (фр. François Pinault; род. 21 августа 1936, Ле-Шан-Жеро) — французский предприниматель, коллекционер и меценат. На 2010 год состояние Пино оценивается в 8,7 млрд долларов, что ставит его на 77 строчку в списке богатейших людей планеты по версии Forbes.

## Биография и предпринимательская деятельность
Франсуа Пино родился в семье торговца древесиной во французской провинции Бретань. Учёба мальчику давалась с большим трудом, однако его с детства интересовало предпринимательство. В 16 лет юноша покинул школу. Несколько лет Пино перебивался случайными заработками в родном регионе и Париже, затем на три года уехал в Алжир, бывший в то время французской колонией, откуда вернулся со стартовым капиталом.
После возвращения во Францию Пино женился на Луизе Готье, дочери поставщика его отца. Брак продержался недолго, но позволил Пино основать свою первую компанию Pinault group по торговле древесиной в возрасте 27 лет. В те же годы молодой предприниматель подружился с подающим надежды Жаком Шираком, который впоследствии стал помогать Пино. Незадолго до кризиса 1973 года, Пино продал свою компанию британским инвесторам за 30 млн франков, а после кризиса выкупил её обратно всего за 5 млн франков.
В 1987 году Пино выкупил 75 % производителя бумаги Chapelle Darblay, и тремя годами позже продал их за 525 млн франков. В 1989 году он перенял CFAO, занимающийся поставкой автомобилей и лекарств в Африку. В том же году компания Пино была представлена на бирже.
Как и его друг Бернар Арно (президент LVMH), Пино инвестировал в индустрию производства и продажи предметов роскоши. В 1994 году произошло слияние Pinault с Redoute в концерн Pinault-Printemps-Redoute (с 2005 года PPR). Миллионером были приобретены марки Yves Saint Laurent, Bottega Veneta, парижский торговый центр Printemps, мебельная компания Conforama и торговая сеть fnac. В 1999 году Пино был вынужден конкурировать с Арно в борьбе за модный дом Gucci, который окончательно перешёл во владения PPR в 2004 году.

## Коллекционирование
Разбогатев, Пино смог позволить себе приобретать предметы искусства. Его личная коллекция насчитывает более 2000 работ знаменитых мастеров авангардного искусства, таких как Пабло Пикассо, Пита Мондриана, Энди Уорхола и Джеффа Кунса. Свою коллекцию Пино выставил в венецианском дворце Палаццо Грасси, который был переделан в музей японским архитектором Тадао Андо и открылся в 2006 году. В 2009 году также был открыт новый музей, разместившийся в бывшем таможенном здании Пунта-делла-Догана.

## Другие владения
В 1999 году Пино приобрёл аукционный дом Christie’s, занимающийся продажей антиквариата и предметов искусства. Помимо этого Пино принадлежат винодельческое хозяйство Шато Латур в Бордо, горнолыжные курорты Vail Resorts в Колорадо, театр Мариньи в Париже и футбольный клуб «Ренн».

## Личная жизнь
Франсуа Пино женат, имеет трёх детей. Сын Франсуа-Анри возглавляет сейчас компанию PPR и женат на мексиканской актрисе Сальме Хайек.